# Thalamoporella evelinae
Thalamoporella evelinae is een mosdiertjessoort uit de familie van de Thalamoporellidae. De wetenschappelijke naam van de soort is voor het eerst geldig gepubliceerd in 1939 door Marcus.